# 卡尔斯鲁厄行政区
卡尔斯鲁厄行政区（Regierungsbezirk Karlsruhe）是德国巴登-符腾堡州的4个行政区之一，首府卡尔斯鲁厄。卡尔斯鲁厄行政区的行政级别隶属于巴登-符腾堡州政府，行政区下设7个县和5个非县辖城市。

## 行政区划
卡尔斯鲁厄行政区下设7个县：
1. 卡尔夫县（Calw），首府卡尔夫（Calw）
2. 恩茨县（Enz），首府普福尔茨海姆（Pforzheim）
3. 弗罗伊登施塔特县（Freudenstadt），首府弗罗伊登施塔特（Freudenstadt）
4. 卡尔斯鲁厄县（Karlsruhe），首府卡尔斯鲁厄（Karlsruhe）
5. 内卡-奥登林山县（Neckar-Odenwald-Kreis），首府莫斯巴赫（Mosbach）
6. 拉施塔特县（Rastatt），首府拉施塔特（Rastatt）
7. 莱茵-内卡县（Rhein-Neckar-Kreis），首府海德堡（Heidelberg）

卡尔斯鲁厄行政区下设5个非县辖城市：
1. 卡尔斯鲁厄市（Karlsruhe）
2. 巴登-巴登市（Baden-Baden）
3. 海德堡市（Heidelberg）
4. 曼海姆市（Mannheim）
5. 普福尔茨海姆市（Pforzheim）